# Minahasa (regio)

Schiereiland Minahasa (Semenanjung Minahasa)

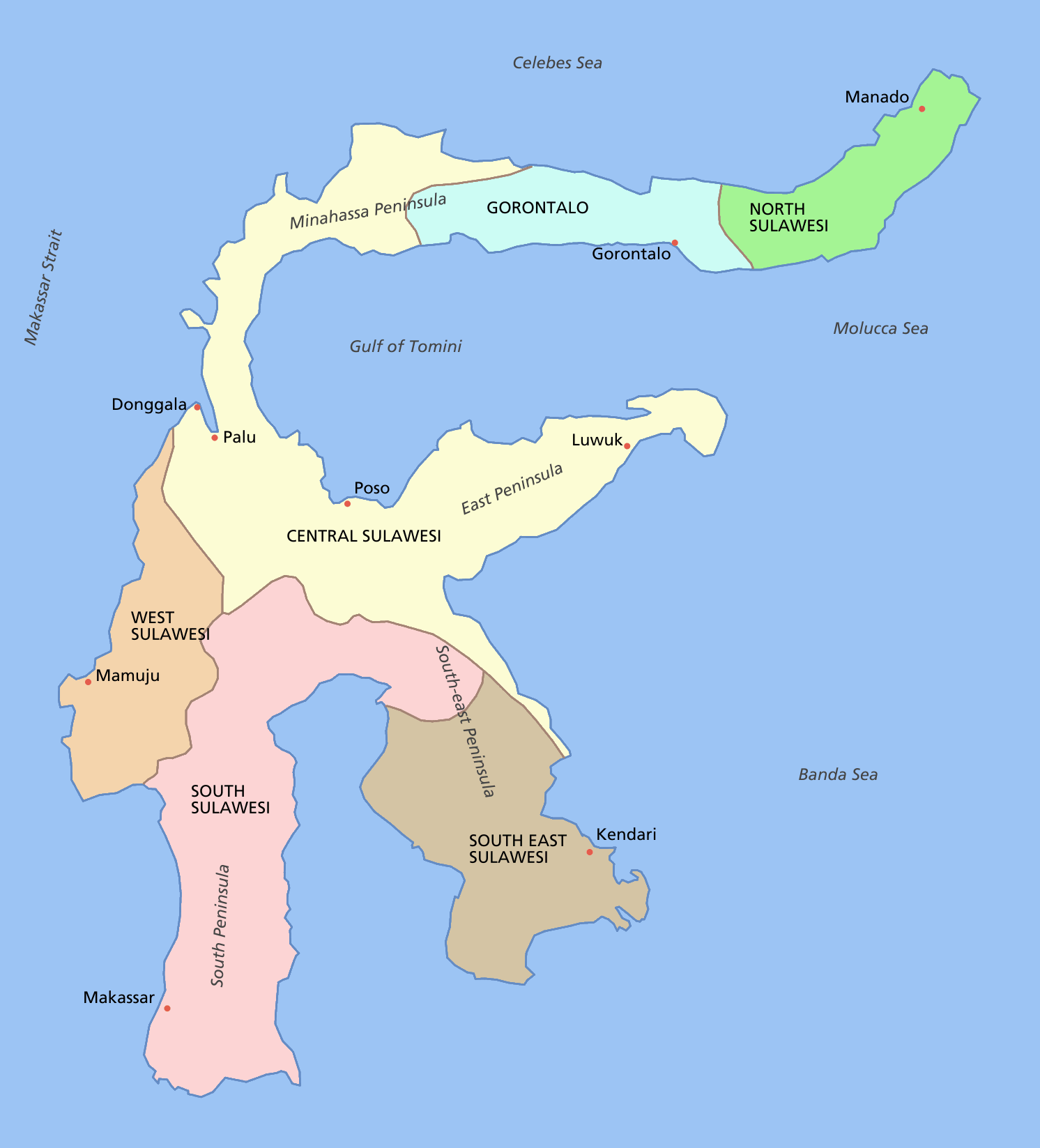
De Minahasaregio in het noorden van Celebes

Vlag van Minahasa

De Minahasa is een regio op het schiereiland van Noord-Celebes, in Indonesië, ten noorden van de Golf van Tomini. Dit schiereiland heeft ook de naam Minahase-schiereiland. De regio bestrijkt een gebied van 27.515 km² dat bestaat uit vier regio's: Bolaang Mongondow, Gorontalo, Minahasa en de kleine eilanden Sangihe en Talaud. De belangrijkste bevolkingsgroep in de regio zijn de Minahasa.
De regio is ook bekend om haar vruchtbare aarde die een tehuis vormen voor een gevarieerd planten- en dierenleven, zowel op het vasteland als in zee. Bedekt door de groene bladeren van palmboom- en kruidnagelplantages biedt het land tevens een grote variatie aan vruchten en groentes. De fauna omvat onder andere zeldzame en vaak kwetsbare of bedreigde diersoorten zoals het hamerhoen of maleo (Macrocephalon maleo), de noordelijke babiroesa (een soort hertzwijn, Babyrousa celebensis), de anoa (Bubalus depressicornis) ook wel gemsbuffel of dwergbuffel genoemd, diverse soorten koeskoezen (Phalangeridae) uit de groep van de celebeskoeskoezen (Ailuropinae) en soorten spookdiertjes (Tarsiidae, zoogdieren uit de orde primaten).
Minahasa is een van de weinige gebieden in Indonesië die vrijwel geheel christelijk zijn. Hun eerste contact met Europeanen was de aankomst van Spaanse en Portugese spijshandelaren. Pas toen de Nederlanders hun land betraden, werden de Minahasa christelijk. Nederlandse invloeden bloeiden op en onderdrukten de bestaande tradities. De naam "Minahasa" refereert aan de confederatie van stammen, en bestaande monumenten zijn getuige van het systeem van stammen en clans uit de oudheid.
Voor de kust van de stad Manado ligt het vulkanische eiland Manado Tua ('Oud Manado') en een prachtig duikgebied. Het eiland Bunaken is een van de meer bekende eilandjes in dit gebied.